# Avelina Lésper
Avelina Lésper (5 de mayo de 1973) es una escritora, historiadora, columnista, y crítica de arte mexicana. Es autora del libro El fraude del arte contemporáneo y es una opositora de la corriente "conceptual" del arte contemporáneo, a la que llama "vip" (videoarte, instalación y performance)

## Formación y carrera
Es literata de la Universidad Nacional Autónoma de México y graduada en historia del arte de la Universidad Politécnica de Łódź de Polonia.[cita requerida]
Escribe constantemente artículos en su página web personal, periódico, y revistas especializadas en arte, varios de estos artículos han sido narrados por ella misma para TV y en su propio canal de YouTube. Desde 2009, publica la columna «Casta Diva» en el suplemento cultural Laberinto del diario mexicano Milenio y es colaboradora recurrente del programa radiofónico Dispara Margot, Dispara, desde 2014. Asimismo, es directora de la colección de «Milenio Arte», que reúne a múltiples artistas plásticos que han realizado obras en México.
Lésper es conocida principalmente por su libro El fraude del arte contemporáneo, que contiene fuertes pronunciamientos que han puesto a opinar en pro y en contra de su tesis. La controvertida crítica argumenta que mucho de la instalación, el videoarte, la performance y el arte encontrado no es arte, «es basura», sostiene que el arte contemporáneo está en crisis.
Es considerada por muchos una acérrima defensora del arte figurativo; sin embargo, en varias ocasiones también reconoce el trabajo de artistas como Mark Rothko, Jackson Pollock, Gabriel Macotela, Manuel Felguérez, entre otros artistas pertenecientes a corrientes abstractas, no figurativas.

## Posición respecto al arte contemporáneo

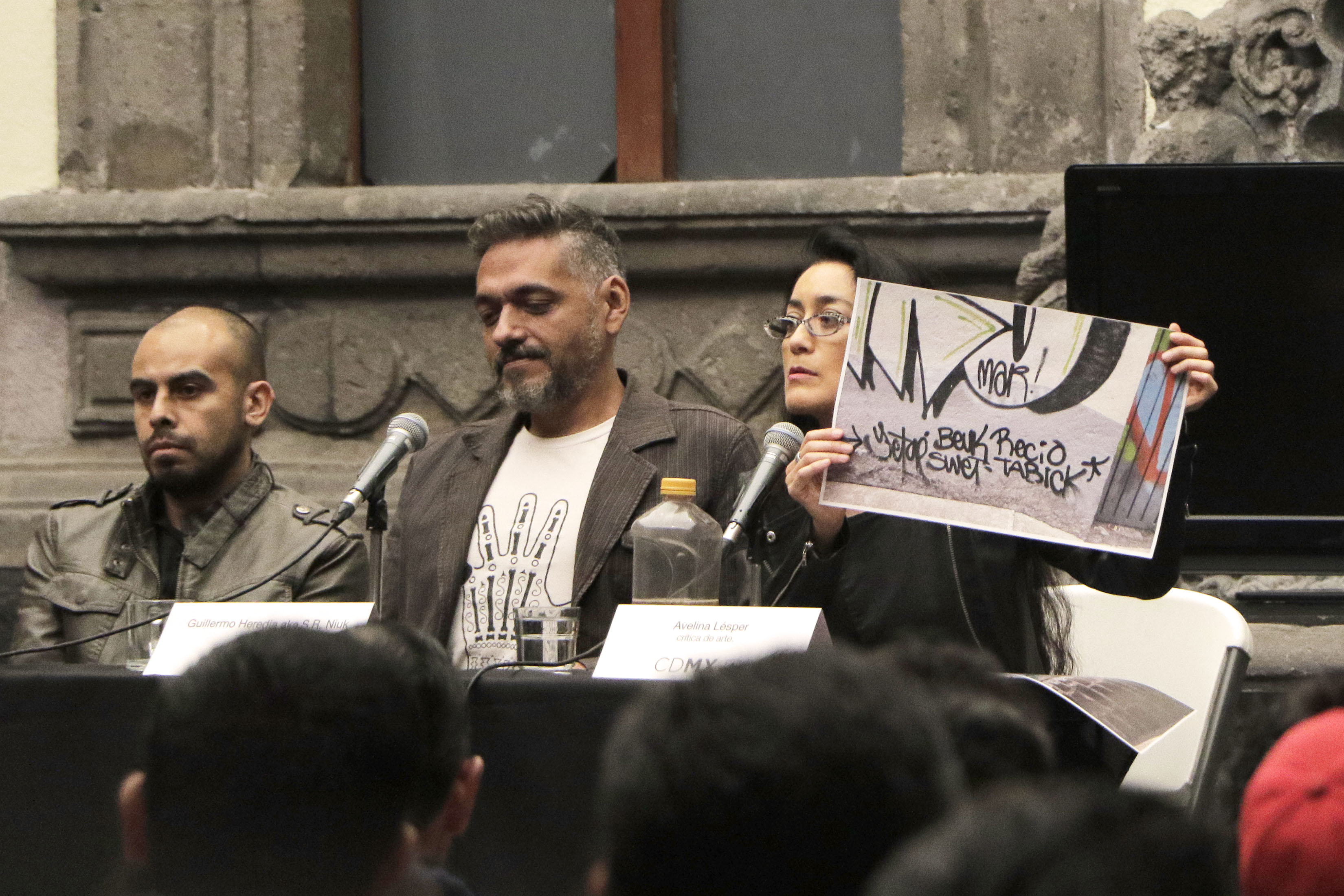
Debate sobre el grafiti en el Museo de la Ciudad de México, agosto de 2018.

En julio de 2018, Avelina Lésper publicó en su blog una fotografía en la que posaba junto a un grafiti ubicado en la calle 4 Poniente esquina con Periférico Sur, cercano a la Sala Ollin Yoliztli en la Ciudad de México; en este se podía leer la frase «¡Avelina Lésper, Me la Pelas!». A partir de dicha situación, la crítica convocó a los autores del grafiti a mantener un diálogo sobre lo que implican estas intervenciones y en qué sustentan su valor artístico, así como por qué deberían permanecer en las calles de la ciudad. El debate fue convocado para el sábado 4 de agosto en el Museo de la Ciudad de México.
Durante las intervenciones de Lésper se escucharon silbidos y reclamos por parte del público. Al finalizar el evento, y una vez fuera del museo, la crítica fue interceptada por una persona que la agredió golpeándola con un pastel en el rostro.
El 8 de febrero de 2020 provocó la accidental destrucción de la obra Nimble and Sinister Tricks (To be Preserved with Out Scandal and Corruption) del artista Gabriel Rico, exhibida en el stand de la Galería OMR de la 17 edición de Zona Maco que se realiza en Centro Citibanamex de la Ciudad de México. Ella declaró que se trató de un accidente que sucedió al intentar colocar sobre la obra una lata de refresco en la pieza. La Galería OMR señaló que no tomaría acciones legales en contra de Lésper.

## Obra publicada
- Lésper, Avelina. El fraude del arte contemporáneo.[27] Bogotá: Panamerica Formas e Impresos, 2016.